# Station Hoge Dam
Station Hoge Dam (Arabisch: محطة قطار السد العالي) is een spoorwegstation in Egypte dat in 1959 werd geopend. Het is het zuidelijke eindpunt van de Opper-Egyptelijn aan het Nassermeer naast de Aswandam. 

## Geschiedenis
In 1884 streden de Britten samen met Egypte tegen de Mahdiïsten in Soedan. Ten behoeve van de bevoorrading van de troepen in Nubië, het grensgebied tussen Egypte en Soedan, werd een spoorlijn tussen Aswan en El Shallal aangelegd om het eerste cataract bij Philae te vermijden, vanaf El Shallal werd het vervoer richting Nubië per schip vervolgd. De lijn werd gebouwd met een spoorwijdte van 1067mm (Kaapspoor) zodat ze onderdeel zou kunnen worden van de door Cecil Rhodes geplande  Kaap-Caïro-spoorweg. In 1898 was deze lijn doorgetrokken naar het noorden tot Luxor waarmee er aansluiting was op het landelijke spoorwegnet Tussen 1899 en 1901 werd ter hoogte van het eerste cataract een stuwdam in de Nijl gebouwd en El Shallal lag aan de zuidkant van die dam. In 1926 werd de lijn omgespoord naar 1435mm (normaalspoor) en vanaf 1929 reden er doorgaande treinen tussen Caïro en El Shallal, die in El Shallal aansluiting boden op de stoombootdiensten door Nubië.

## Hoge Dam
In 1952 werd door de nieuwe machthebbers in Egypte, onder leiding van Nasser, besloten tot de bouw van een hogere stuwdam bij Aswan ongeveer 8 km ten zuiden van de dam uit 1899. De nieuwe dam zou El Shallal afsnijden van de Nijl ten zuiden van de nieuwe dam en voor de aansluiting tussen de trein- en bootdiensten moest dan ook een vervangende locatie aan de zuidkant van de nieuwe dam komen. In 1955 werd begonnen met de bouw van een spoorlijn tussen Aswan en de geplande de waterkrachtcentrale en het station bij de nieuwe haven. Het project was in 1959 gereed en omvatte een spoorverdubbeling van 12 km bestaand spoor, 11 km nieuw spoor, 25 bruggen en een nieuw rangeerterrein om leem voor de bouw van de dam te laden en vervolgens te vervoeren naar de bouwplaats. De bouw van de Hoge Dam begon in 1960 en werd in 1970 afgerond, in 1976 was het Nassermeer geheel gevuld. Verwacht werd dat de nieuwe haven met station het verkeerssysteem tussen de Verenigde Arabische Republiek (Egypte) en Soedan sterk zou verbeteren.

## Station
Station Hoge Dam ligt aan de oostkant van de stuwdam en de waterkrachtcentrale van het Nassermeer. De toeritten tot het reizigersstation takken iets ten noorden van de perrons af van de spoorlijn naar de waterkrachtcentrale. Het kopstation kent twee eilandperrons beide geflankeerd door twee kopsporen. Door een kruiswissel tussen het station en de aansluiting kunnen treinen vanaf alle sporen vertrekken/op alle sporen binnenrijden. Aan de kant van het Nassermeer ligt een haven met aansluitende bootdiensten over het meer, bijvoorbeeld naar Wadi Halfa in Soedan. Naast de perrons voor reizigersverkeer ligt een goederenoverslag die zal worden uitgebouwd met een containeroverslag met als doel het vervoer van de weg te verplaatsen naar het spoor.